# Amnesty for Women
Amnesty for Women ist der Name von Frauen- und Menschenrechtsorganisationen in Wien und Hamburg.
Parallel zur Gründung von Terre des Femmes in Berlin initiierten die Sozialwissenschaftlerinnen Edit Schlaffer und Cheryl Benard 1981 die feministische Frauenrechtsorganisation Amnesty for Women in Wien. Der Name sollte auf die Defizite von Amnesty International hinweisen, die traditionell auf politische Menschenrechte fokussiert war. Schlaffer und Bernard ging es um die Dokumentation von Verletzungen der Menschenrechte an Frauen aufgrund des Geschlechts, vor allem in Ländern der Dritten Welt. Die Gründung ihrer Organisation machten sie in einem Artikel in der Wochenzeitung Die Zeit bekannt, um westdeutsche Frauen dafür zu interessieren, lokale Ortsgruppen zu gründen.
Eine eigenständige deutsche Städtegruppe Amnesty for Women e.V. wurde im Jahre 1986 in Hamburg als gemeinnütziger Verein gegründet. In dem transnationalen Verein nehmen Migrantinnen eine wichtige Rolle ein. Er setzt sich für die Rechte von Migrantinnen und Sexarbeiterinnen mit Migrationshintergrund in Deutschland ein. Er unterstützt sie mit Sozial- und Rechtsberatung, auch Frauen, die ohne Aufenthaltsberechtigung in Deutschland leben. Außerdem ist er an Projekten der Europäischen Union beteiligt.  U.a. koordinierte er als deutsche Institution von 1993 bis 2009 das EU-Projekt Tampep (tampep.eu), ein internationales Netzwerk von migrierten Sexarbeiterinnen aus Osteuropa, Asien, Afrika und Lateinamerika in Europa.
Er ist eine Mitgliedsorganisation des Bundesweiteen Koordinierungskreises gegen Menschenhandel sowie des Dachverbands der Migrantinnenorganisationen MiGra. 2016 nahm der Verein am 9. Deutschen Integrationsgipfel teil und gehörte zu den Unterzeichnern eines Impulspapieres, in dem Vorstellungen zusammengetragen wurden, wie Teilhabe durch interkulturelle Öffnung von Organisationen und Institutionen gelingen könne.